# Verdienter Trainer

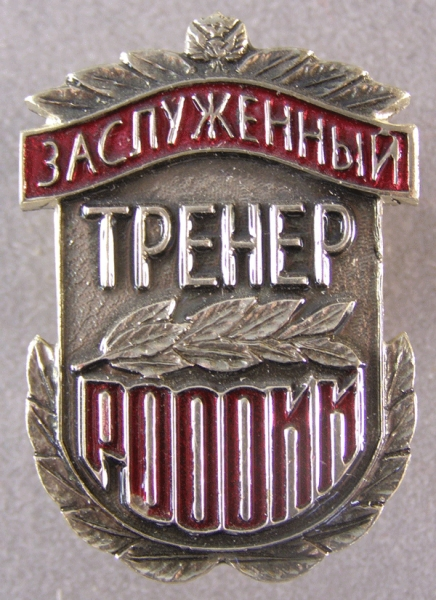
Abzeichen „Verdienter Trainer Russlands“

Der Verdiente Trainer ist bzw. war eine staatliche Auszeichnung in der Sowjetunion, Russland, Kasachstan, Kirgisien usw. Er wird verliehen an Trainer für herausragende Leistungen in der Entwicklung moderner Trainingsmethoden sowie Ausbildung und Betreuung von Sportlern im Hochleistungsbereich.

## Beispiele
- Verdienter Trainer der UdSSR
- Verdienter Trainer der UdSSR im Schach